# مهران درخشان مهر
مهران درخشان مهر (بالفارسية: مهران درخشان مهر) ، من مواليد 10 أغسطس 1998م، وهو لاعب كرة قدم إيراني ويلعب بمركز خط الوسط، يلعب مع نادي ذوب آهن في درجة المحترفين منذ عام 2014م، وشارك مع زملائه في كأس العالم لكرة القدم تحت 20 سنة 2017.